# John E. Moore
Pour les articles homonymes, voir John Moore et Moore.
John E. Moore, né le 13 juillet 1943, fut lieutenant-gouverneur du Kansas de 2003 à 2007.